# بخش مرکزی شهرستان پاسارگاد
بخش مرکزی شهرستان پاسارگاد یکی از بخش‌های شهرستان پاسارگاد در استان فارس ایران است.

## تقسیمات کشوری
- بخش مرکزی شهرستان پاسارگاد
  - دهستان سرپنیران
  - دهستان کمین

شهر: سعادت‌شهر

## جمعیت
بنابر سرشماری مرکز آمار ایران، جمعیت بخش مرکزی شهرستان پاسارگاد در سال ۱۳۹۵ برابر با ۲۳٬۹۵۵ نفر بوده است.